# Jurij Petrov
Jurij Anatol'evič Petrov (in russo Юрий Анатольевич Петров?; Kryvyj Rih, 18 luglio 1974 – Tilburg, 29 aprile 2023) è stato un calciatore russo, di ruolo attaccante.